# Joukhaisjärvi (sjö i Enare, Lappland, Finland)
Joukhaisjärvi eller Joukaisjärvi eller Joukasjärvi är en sjö i Finland. Den ligger i kommunen Enare i landskapet Lappland, i den norra delen av landet, 1 000 km norr om huvudstaden Helsingfors. Joukasjärvi ligger 151,5 meter över havet. Arean är 36,1 hektar och strandlinjen är 4,14 kilometer lång. Sjön  ingår i Pasvik älvs huvudavrinningsområde. 